# VHV
VHV er en internationalt opererende tysk finansiel virksomhed, hvis primære forretningsområde er forsikring.
VHV er den førende byggeforsikringsselskab i Tyskland. Antallet af ansatte var 3.100. Hovedsædet er beliggende i Hannover. I Tyskland har VHV administrative kontorer i Hamburg, Berlin og München samt filialer i hele Tyskland. Virksomheden blev grundlagt i Hannover i 1875. Virksomheden er et af de tyske 20 forsikringsselskaber i Tyskland og et af de største tyske forsikringsselskaber. VHV er et forsikringsselskab for store byggeprojekter som Rigsdagsbygningen i Berlin og Elbphilharmonie. Siden 1973 har datterselskabet VAV været aktiv i Wien. 2006 togs Wave Management AG över.
I 2007 oprettede VHV et joint venture, Al Ahli Takaful Company, i Saudi Arabien.
I 2008 trådte VHV-koncernen ind på det franske forsikringsmarked.
I 2009 blev Group Center i Hannover nybygget.
I 2011 flyttede Wave Management AG's hovedkvarter fra Hamburg til Hannover. Siden 2012 har VHV samarbejdet med det italienske forsikringsselskab ITAS. Den 1. december 2014 etablerede VHV et fundament til støtte for projekter inden for uddannelse, integration, kultur og videnskab.
 I 2015 blev genforsikringsselskabet VHV Reasürans grundlagt i Istanbul.  I 2016 blev der signeret for mere end 10 millioner kontrakter for første gang. VHV er en multi-brand gruppe.
I 2015, 2017 og 2018 var VHV et af de mest populære tyske forsikringsmærker. I 2017 blev det største digitaliseringsprojekt i selskabets historie indledt. I erhvervs året 2017 blev der for første gang indsamlet mere end 3.000.000.000 bidrag i selskabets historie.
Bestyrelsesformanden har været Uwe Reuter siden 2003.
Datterselskaber er blandt andet:
- Hannoversche Lebensversicherung AG
- Wave Management AG, Hannover
- VHV Allgemeine Versicherung AG, Hannover
- VAV Versicherungs-AG, Wien
- VHV Reasürans AŞ; Istanbul
- VHV solutions GmbH, Hannover

## Nøgletal VHV
| år                           | 2010    | 2011    | 2012    | 2013    | 2014    | 2015    | 2016    | 2017    | 2018    |
| ---------------------------- | ------- | ------- | ------- | ------- | ------- | ------- | ------- | ------- | ------- |
| nettoindtægt (Mio. Euro)     | 35,7    | 108,9   | 72,7    | 52,6    | 103,8   | 140,1   | 127,8   | 156,1   | 233,3   |
| Indtjente bidrag (Mio. Euro) | 2.330,4 | 2.377,7 | 2.460,5 | 2.624,5 | 2.687,3 | 2.720,9 | 2.871,9 | 3.041,9 | 3.151,2 |
| egenkapital (Mio. Euro)      | 650,8   | 764,8   | 838,5   | 889,8   | 993,9   | 1.140,6 | 1.265,9 | 1.415,4 | 1.645,1 |
| Antal kontrakter (Mio.)      | 8,5     | 8,2     | 8,4     | 9,0     | 9,1     | 9,5     | 10,1    | 10,5    | 10,9    |

## Produkter og salgs
VHV tilbyder forskellige forsikringer inden for ejendom, ansvar, ulykke, teknisk forsikring og motorkøretøjsforsikring. Desuden distribueres kautionsforsikringer samt produkter til afdækning af aktuarmæssige risici, herunder livsforsikring, invalideforsikring, juridisk beskyttelsesforsikring og cyberforsikring. Herudover tilbyder VHV obligatorisk og frivillig dækning inden for genforsikring.
Koncernen sælger sine produkter gennem forskellige distributionskanaler:
- Direkte ( VHV livsforsikring)
- Special salg til byggebranchen
- Om formidlere

## Væsentlige aktiebesiddelser
VHV er involveret som aktionær med 34,02% i NRV's juridiske beskyttelse.